# Royal Academy of Dance
La Royal Academy of Dance® (RAD, Acadèmia Reial de Dansa) és una influent i reconeguda organització en l'ensenyament, educació i pràctica de la dansa del món creada el 1920 amb l'objectiu de millorar els estàndards de l'ensenyament del ballet clàssic. Actualment és present a més de setanta països.

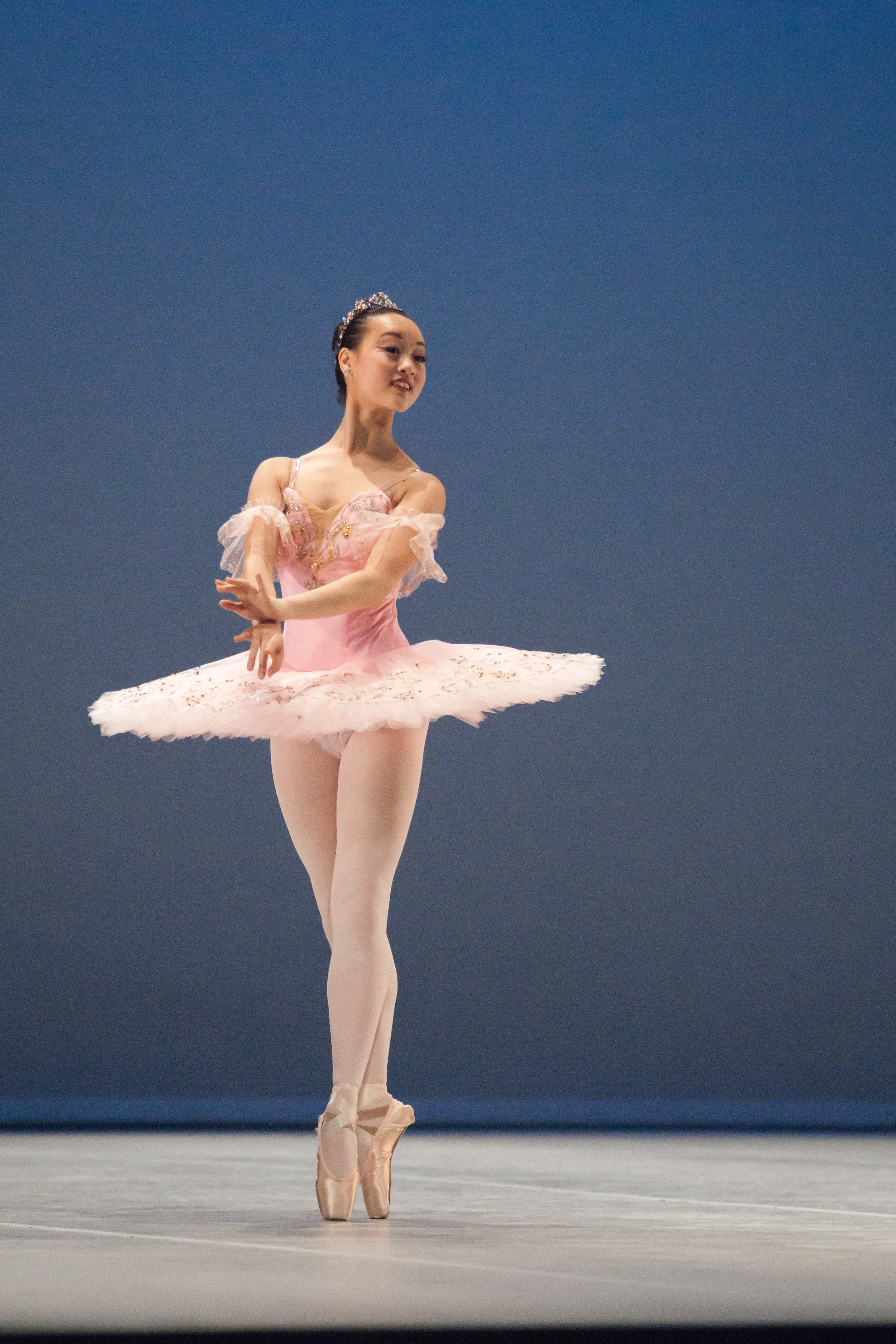

Després de la primera guerra mundial el món de la dansa es perdia entre la manca de mitjans i la diversitat d'opinions. Seguint el model de L'Academie Royal de Danse, fundada a París per Lluís XIV, amb l'objectiu de corregir els múltiples errors que es donaven en la dansa en aquella època, la Royal Academy of Dance actuà en dos sentits: l'un, el ja mencionat i l'altre com a vetlladora de la tècnica fonamental de l'art de la dansa. El 1928 la Reina consort Maria de Teck acceptà la invitació de ser la Real Patrona d'aquesta institució, patronatge que ostenta en l'actualitat la reina Elisabet II del Regne Unit. És mundialment reconeguda com una de les acadèmies amb més alt nivell d'ensenyament de les tècniques de la dansa.
Les prioritats de l'Acadèmia no són solament mantenir aquests nivells, sinó també millorar-los i actualitzar-los. S'ofereixen cursos a professors, tant per als que comencen, com per a aquells que ja han treballat amb l'Acadèmia. També vetlla perquè l'ensenyament de la dansa als nens i joves, els cossos dels quals estan encara en formació, no es vegin amenaçats per un ensenyament deficient.
El sistema de la Royal Academy of Dance és uns sistema que elabora un material d'estudi tangible com ara vídeos, llibres, llibres de música, teoria, etc. i que salvaguarda els nivells d'ensenyament per a molts nens i estudiants que són examinats a tot el món.